# Ann Murray

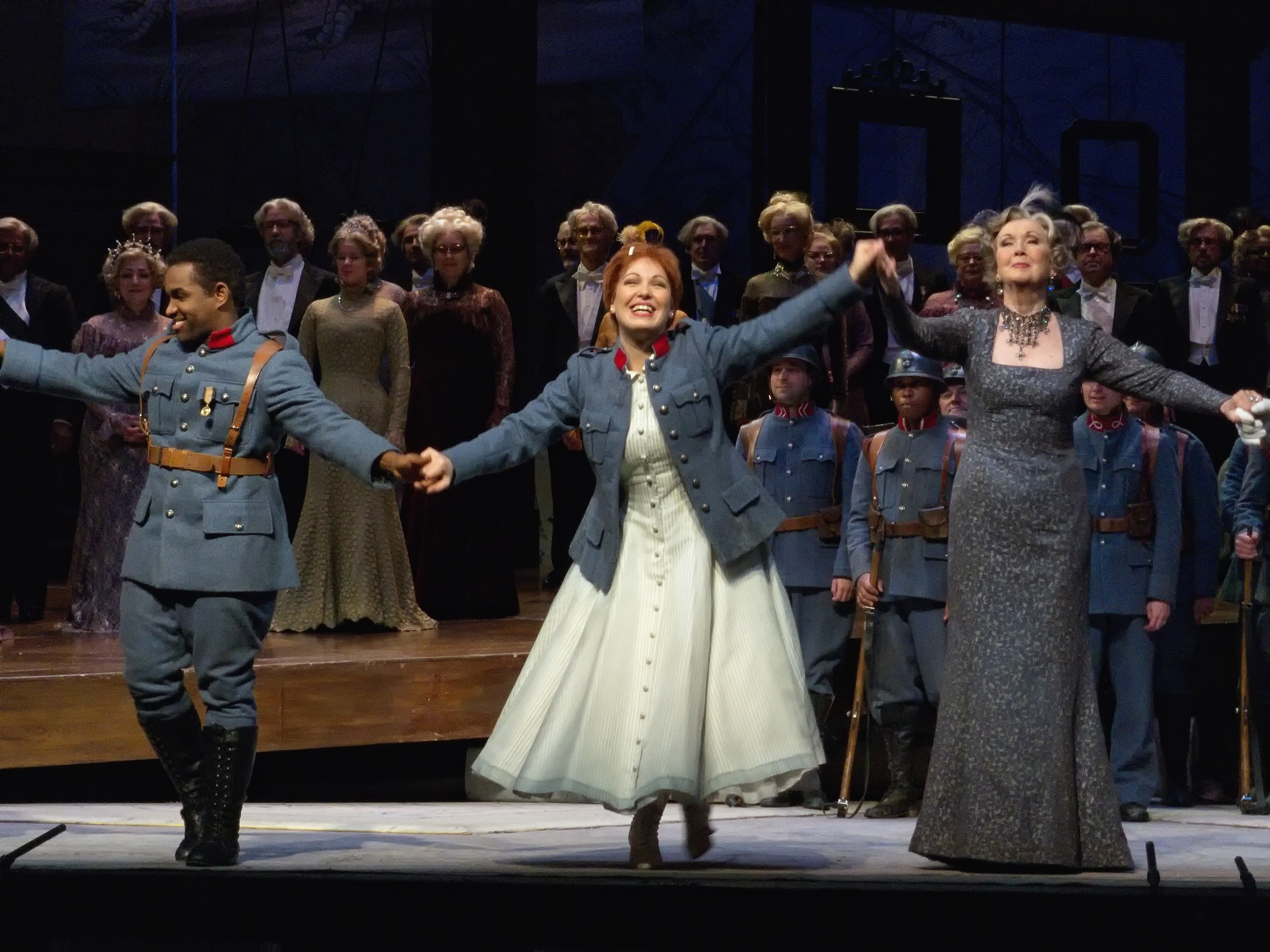
Ann Murray (rechts) mit Lawrence Brownlee und Nino Machaidze (2011)

Ann Murray DBE (* 27. August 1949 in Dublin, Irland) ist eine irische Opernsängerin (Mezzosopran).

## Leben
Murray studierte Gesang bei Frederic Cox am Royal Manchester College of Music.
1974 debütierte sie in der Titelrolle von Glucks Alceste und ist seither in fast allen bedeutenden Opernhäusern und den bedeutendsten Konzertsälen aufgetreten. Besonders verbunden ist sie dem Royal Opera House Covent Garden, der English National Opera sowie der Bayerischen Staatsoper in München und den Salzburger Festspielen, bei denen sie zwischen 1981 und 2006 in zahlreichen Opernaufführungen und Konzerten wichtige Partien sang, wie zum Beispiel den Sesto in La clemenza di Tito bei den Festspielen 1992 und 1994 und den Cecilio in Lucio Silla 1993. Sie trat aber auch an der Met und der Chicago Lyric Opera auf, an der Wiener Staatsoper, der Scala in Mailand, in der Welsh National Opera und der Nederlandse Opera, in Hamburg, Dresden, Brüssel, Paris, Berlin, Köln und Zürich. Besonders geschätzt wurden Murrays Händel-, Mozart- und Strauss-Interpretationen.
Murray sang die Titelpartien in Xerxes und Ariodante und verkörperte Hauptrollen in Alcina, Rinaldo und Giulio Cesare. Sie war Xipharse in Mitridate, re di Ponto, Dorabella und Despina, Donna Elvira, Cherubino und Figaro-Gräfin, Sesto im Titus und Idamante im Idomeneo. Zu ihren berühmten Strauss-Partien zählen der Octavian im Rosenkavalier und der Komponist in Ariadne auf Naxos.
Ihre Vielseitigkeit stellte Ann Murray in Donizettis Maria Stuarda und Regimentstochter, als Hänsel in Hänsel und Gretel und als Charlotte in Massenets Werther, in Ravels L’enfant et les sortilèges und Brittens The Turn of the Screw, als Rosina in Rossinis Il barbiere di Siviglia, weiters in Mosè in Egitto, La Cenerentola und Wagners Götterdämmerung sowie in Purcells Dido unter Beweis.
Die Irin ist eine gefragte Liedsängerin und wurde mehrfach von den Salzburger Festspielen eingeladen, ist in Paris, Brüssel, Genf, Dresden, Zürich, Frankfurt, Madrid, London, Dublin, beim Aldeburgh und beim Edinburgh Festival aufgetreten, in München und in Wien sowohl im Konzerthaus, als auch im Musikverein.
Ann Murray sang unter Leitung so berühmter Dirigenten, wie Sylvain Cambreling, Riccardo Chailly, Colin Davis, Bernard Haitink, Nikolaus Harnoncourt, Rafael Kubelík, James Levine, Lorin Maazel, Riccardo Muti, Sir Simon Rattle, Sir Georg Solti und Wolfgang Sawallisch. Bei den Proms trat sie mehrmals auf, sowohl bei der First Night, als auch bei der legendären Last Night of the Proms.
Ann Murray hat eine Reihe von Schallplattenaufnahmen eingespielt, unter anderem die legendäre Hyperion Schubert Edition. Im September 2010 wurde ihr eine Professur für Gesang an der Royal Academy of Music in London anvertraut.
Murray war mit dem verstorbenen Tenor Philip Langridge (1939–2010) verheiratet und hat einen Sohn, Jonathan.

## Auszeichnungen
- 1997 Ehrendoktorat der National University of Ireland
- 1998 Kammersängerin der Bayerischen Staatsoper München
- 1999 Honorary Fellow der Royal Academy of Music
- 2002 Dame Commander of the Order of the British Empire
- 2004 Bayerischer Verdienstorden